# Chapman Ridge
Chapman Ridge är en bergstopp i Antarktis. Den ligger i Östantarktis. Australien gör anspråk på området. Toppen på Chapman Ridge är 300 meter över havet.
Terrängen runt Chapman Ridge är kuperad åt sydväst, men åt sydost är den platt. Havet är nära Chapman Ridge åt nordost. Trakten är obefolkad. Det finns inga samhällen i närheten.